# Şişhane
Şişhane è un quartiere del distretto di Beyoğlu, a Istanbul.
Esso si trova tra Tepebaşı e Unkapanı, ed è nelle vicinanze di Istiklal Caddesi, Karaköy, Kasımpaşa e Tepebaşı. Prima di essere aperta agli insediamenti, quest'area era per lo più occupata da un cimitero. Nel quartiere sono presenti parecchi negozi di lampadari.

## Infrastrutture e trasporti

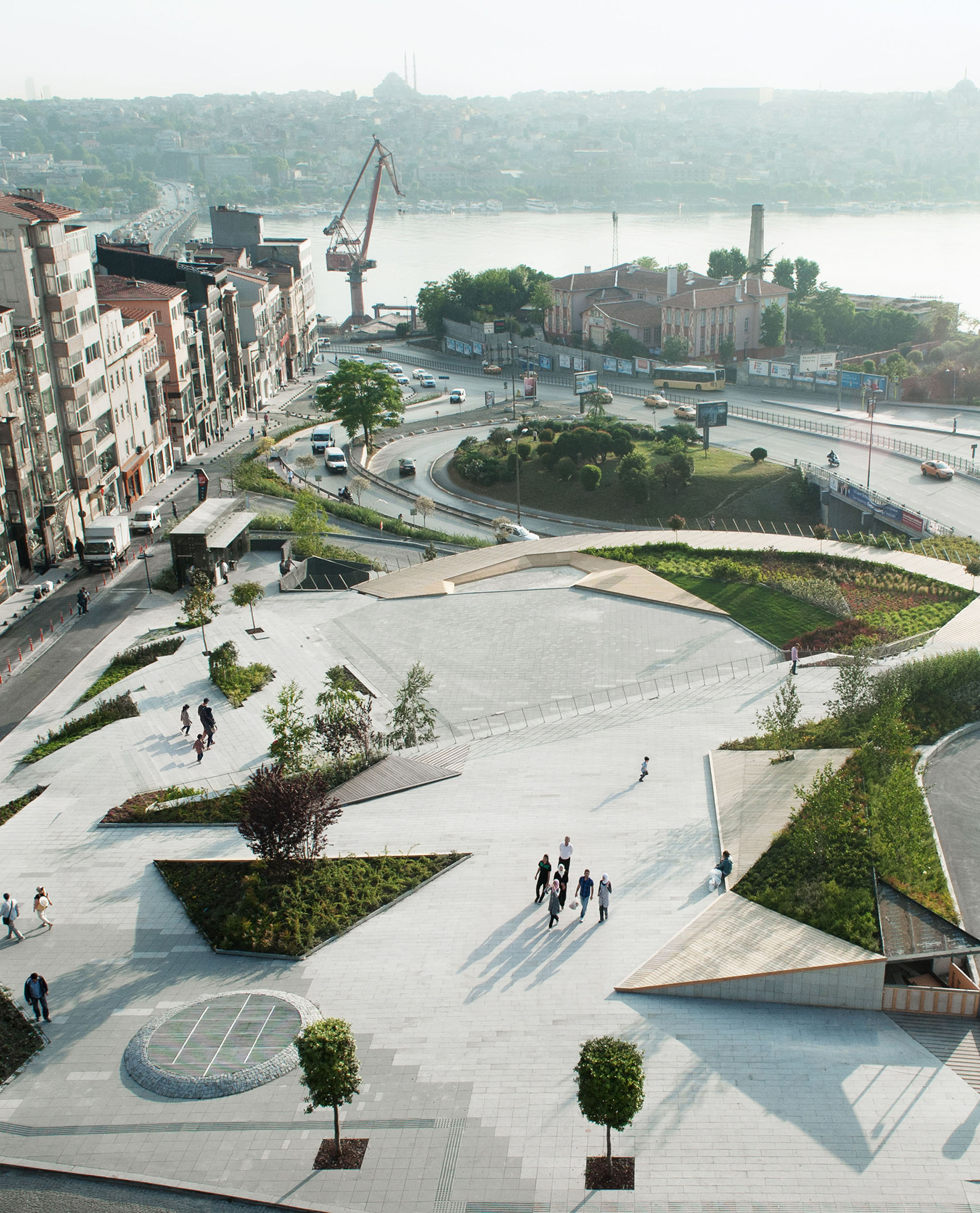
Şişhane Meydani con il Corno d'Oro sullo sfondo

Dal 30 gennaio 2009, è stata aperta la stazione Şişhane - Zemin della linea M2 della metropolitana di Istanbul.